# Miyako Yoshida
Pour les articles homonymes, voir Yoshida.
Miyako Yoshida (吉田 都, Miyako Yoshida), née en 1965 à Tokyo au Japon, est une ballerine japonaise, danseuse étoile du K-ballet au Japon et principale artiste invitée du Royal Ballet.

## Biographie
Miyako Yoshida est formée à Tokyo. Elle remporte le Prix de Lausanne en 1983, à l'âge de 17 ans, et rejoint le Royal Ballet School. En 1984, elle intègre le Wells Royal Ballet de Saddler actuel Birmingham Royal Ballet et accède au rang de danseuse étoile en 1988. L'année suivante, elle est récompensée du prix Global Award and the Arts Encouragement Prize for Artists of the Ministry of Education, Science, Sports and Culture, Japan.
Elle épouse l'agent japonais du football Takashi Endo en 2004.

## Carrière
Elle fait ses débuts au Royal Ballet de Covent Garden dans le rôle d'Odette/Odile du Lac des cygnes produit par Anthony Dowell. Yoshida est promue d'étoile du Royal Ballet en 1995. Elle est connue pour avoir dansé avec des partenaires tels que Tetsuya Kumakawa et Irek Moukhamedov. Elle est nommée artiste pour la paix auprès de l'UNESCO en 2001.
Elle intègre le K-ballet en 2006 tout en continuant à danser pour le Royal Ballet. Cette même année, elle se voit octroyer le prix de la meilleure ballerine aux National Dance Awards. au mois de septembre 2006, elle est décorée de l'ordre de l'Empire britannique pour services rendus à la cause de la danse puis reçoit, la même année, son équivalent japonais, le shijuhosho (Ruban rouge de la médaille d'honneur).
Elle se retire de la scène du Royal Ballet en 2010.

## Répertoire
Odette/Odile (Le lac des cygnes), Aurora, Juliette (Roméo et Juliette), Lise, Giselle (Giselle), Swanilda (Coppélia), La Fée Dragée (Casse-noisette), Kitri (Don Quixote), Cendrillon, Ondine, Chloë, Titania, Tchaikovsky pas de deux, Le Corsaire pas de deux, Hommage à la Reine dans Le Prince des pagodes, Rhapsody, Symphonic Variations, Elite Syncopations, Snow Queen, Galanteries, Fin du jour, Symphonie in C, Birthday Offering, l'Oiseau de feu, Scènes de ballet, Les Rendezvous et Rhapsodie.

## Prix et distinction
- 1983 : prix de Lausanne
- 2006 : National Dance Awards : meilleure ballerine
- 2007 : ordre de l'Empire britannique, OBE